# Воля-Любитовская
Воля-Любитовская (укр. Воля-Любитівська) — село в Колодяжненской сельской общине Ковельского района Волынской области Украины.
Код КОАТУУ — 0722184002. Население по переписи 2001 года составляет 397 человек. Почтовый индекс — 45063. Телефонный код — 3352.